# Starobesheve (huyện)
Huyện Starobesheve (tiếng Ukraina: Старобешівський район, chuyển tự: Starobesheves’kyi raion) là một huyện của tỉnh Donetsk thuộc Ukraina. Huyện Starobesheve có diện tích 1255 km², dân số theo điều tra dân số ngày 5 tháng 12 năm 2001 là 56048 người với mật độ 45 người/km2. Trung tâm huyện nằm ở Starobesheve.